# Bursa thomae
Bursa thomae är en snäckart som först beskrevs av Orbigny 1842.  Bursa thomae ingår i släktet Bursa och familjen Bursidae. Inga underarter finns listade i Catalogue of Life.